# Ol Kainry
Ol Kainry, właściwie Freddy Kpade (ur. 28 marca 1980 r. w Évry) – francuski raper pochodzący z południowych przedmieść Paryża, a konkretnie miejscowości Courcouronnes.

## Działalność artystyczna
Początki działalności muzycznej rapera sięgają lat 90. XX wieku, a dokładnie roku 1996. Wówczas występował w grupie muzycznej l' Agression Verbale, którą tworzył wspólnie z przyjaciółmi z dzieciństwa. Dwa lata później wydał z nią minialbum zatytułowany Ce n'est que le début (z fr. "To dopiero początek"). Niestety to był ostatni album tego zespołu, ponieważ członkowie otrzymali wyroki skazujące.
W 2001 roku Kainry wydał dwie płyty, mianowicie minialbum En attendant... na którym znalazło się osiem premierowych utworów, oraz pierwszy solowy album rapera pt. Au delà des Apparences. Przy studyjnym nagraniu gościł takich raperów jak: Buckshot, Passi czy Busta Flex. W tym samym czasie dołączył do Kamnouze i Jango Jacka tworząc razem grupę muzyczną X Factor. Z nią w 2002 roku wydał płytę pt. Entretien avec un Empire.
Dwa lata później, w 2004 roku Kpade wydał drugi solowy album pt. Les Chemins de la Dignité na którym znaleźli się tacy wykonawcy jak: Soprano czy Raekwon - członek zespołu Wu-Tang Clan. Longplay został dobrze przyjęty przez francuskie środowisko hip-hopowe. Również w tym roku ukazała się następna studyjna płyta zespołu X Factor pt. Le bon, la brute et le truand, która nie osiągnęła większego rozgłosu.
W październiku 2005 roku wspólnie z innym raperem o pseudonimie Dany Dan wydał album zatytułowany po prostu Ol Kainry & Dany Dan. Dwa lata później raper powrócił z solowym nagraniem pt. Demolition Man, który nie odniósł znaczącego sukcesu.
We wrześniu 2010 roku Ol Kainry wydał dwupłytową płytę pt. Iron Mic 2.0. W celu promocji opublikowano singel "La faucheuse". Na płycie zagościli między innymi Seth Gueko czy Six MC Coups. W następnym roku z Jango Jackiem wypuścił longplay Soyons fous.
30 września 2013 roku ukazał się kolejny solowy album rapera zatytułowany Dyfrey.

## Dyskografia
- En attendant... (2001, minialbum)
- Au delà des apparences (2001)
- Les Chemins de la dignité (2004)
- Demolition Man (2007)
- Iron Mic 2.0 (2010)
- Dyfrey (2013)